# Las gemelas (telenovela de 1972)
Las gemelas es una telenovela producida por Ernesto Alonso para Telesistema Mexicano (hoy Televisa) en 1972. 
Protagonizada por Maricruz Olivier y Guillermo Murray. Contó con las actuaciones estelares de Andrés García y Norma Herrera. 
La historia original fue escrita por Amparo Garrido siendo su primera y única telenovela en la que trabajó como escritora. Cabe mencionar que esta producción es la tercera versión de la telenovela homónima de 1961, también producido por Ernesto Alonso.

## Argumento
Paula y Amelia Beltrán son hermanas gemelas, físicamente idénticas, pero opuestas en carácter y en sentimientos. Paula siempre ha sentido envidia de Amelia, quien mentalmente es más fuerte que ella y trasmite sin querer sus sensaciones a su hermana. Ambas hermanas se enamoran del joven arquitecto Arturo Prados, pero él, de quien está enamorado es de Amelia. Paula entonces decide vengarse de su hermana. Paralelamente se desarrollan las historias de otros personajes, como don Raúl Beltrán, padre de las gemelas, que se ve envuelto en un desfalco cometido en la fábrica en donde trabaja, por el gerente Carlos Arredondo, casado con Laura. La historia de la chismosa modista Conchita Ojeda, quien guarda un misterioso secreto; Lidia Montejo, viuda de don Ricardo Montejo y madre del joven Mario, también esconde un misterio con respecto a la muerte de su marido y se dabate entre el cariño de su hijo y el amor de su vida, el doctor Alejandro Medina. La triste historia de amor de la joven Susana, la mejor amiga de Amelia, quien ama al joven médico Miguel, pero vive oprimida por su tiránico hermano, el minero Tomás. En todas las historias, Paula se involucra de alguna manera, conociendo los secretos de todos los personajes.

## Elenco
- Maricruz Olivier - Paula Beltrán / Amelia Beltrán
- Guillermo Murray - Dr. Alejandro Medina
- Norma Herrera - Susana
- Andrés García - Leonardo Lobo
- Nelly Meden - Lidia Montejo
- Blanca Torres - Doña Marina Beltrán
- Sergio Jiménez - Carlos Arredondo
- Miguel Manzano - Don Arnulfo
- José Martí - Felipe
- Jorge Vargas - Alberto
- Rafael Banquells - Don Raúl Beltrán
- Raquel Olmedo - Laura
- Susana Dosamantes - Carmen
- Martha Zavaleta - Conchita Ojeda
- Otto Sirgo - Mario
- Aurora Cortés - Nana Goya
- Talina Fernández - Silvia
- Lourdes Canale - Maruca Landa
- Héctor Suárez- Bruno Rivas
- Félix González- Lic. Magón
- Héctor Flores - Miguel
- José Antonio Ferral - Tomás
- Enrique Álvarez Félix - Arturo Prados
- Karla - Claire
- Jorge Mondragón - Renato Prados
- Zoila Quiñones - Maura
- Samara de Córdova - Adela
- Alfonso Meza - Fausto
- Manuel Rivera - Éuclides
- Ángel Ferández V. - Ricardo Montejo

## Versiones
- Las gemelas (1961). Producida por Ernesto Alonso y protagonizada por Beatriz Aguirre y Rafael Bertrand.
- Puente de amor (1969). Producida por Ernesto Alonso y protagonizada por Angélica María y Miguel Manzano.